# Буддлея Давида
Буддле́я Дави́да, или буддлея изме́нчивая (лат. Buddléja davídii) — вид цветковых растений рода Буддлея семейства Норичниковые (Scrophulariaceae).
Происходит из центральных и западных районов Китая.
Вид назван в честь французского миссионера и натуралиста Армана Давида, открывшего этот вид.

## Описание
Буддлея Давида — листопадный кустарник, достигает в высоту 2—3 м.
Листья — овально-ланцетовидные, заострённые на концах, достигают в длину 25 см.
Цветки — мелкие, 1,5 см в диаметре, лилового цвета, собраны в колосовидные соцветия. Соцветия достигают в длину 40 см.

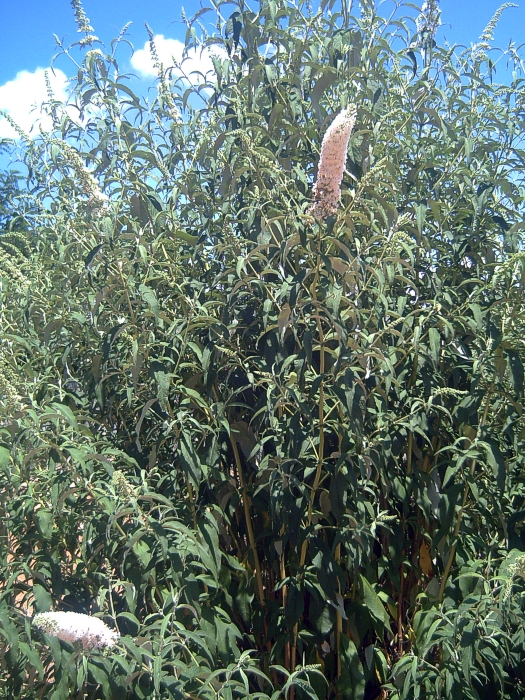
Общий вид
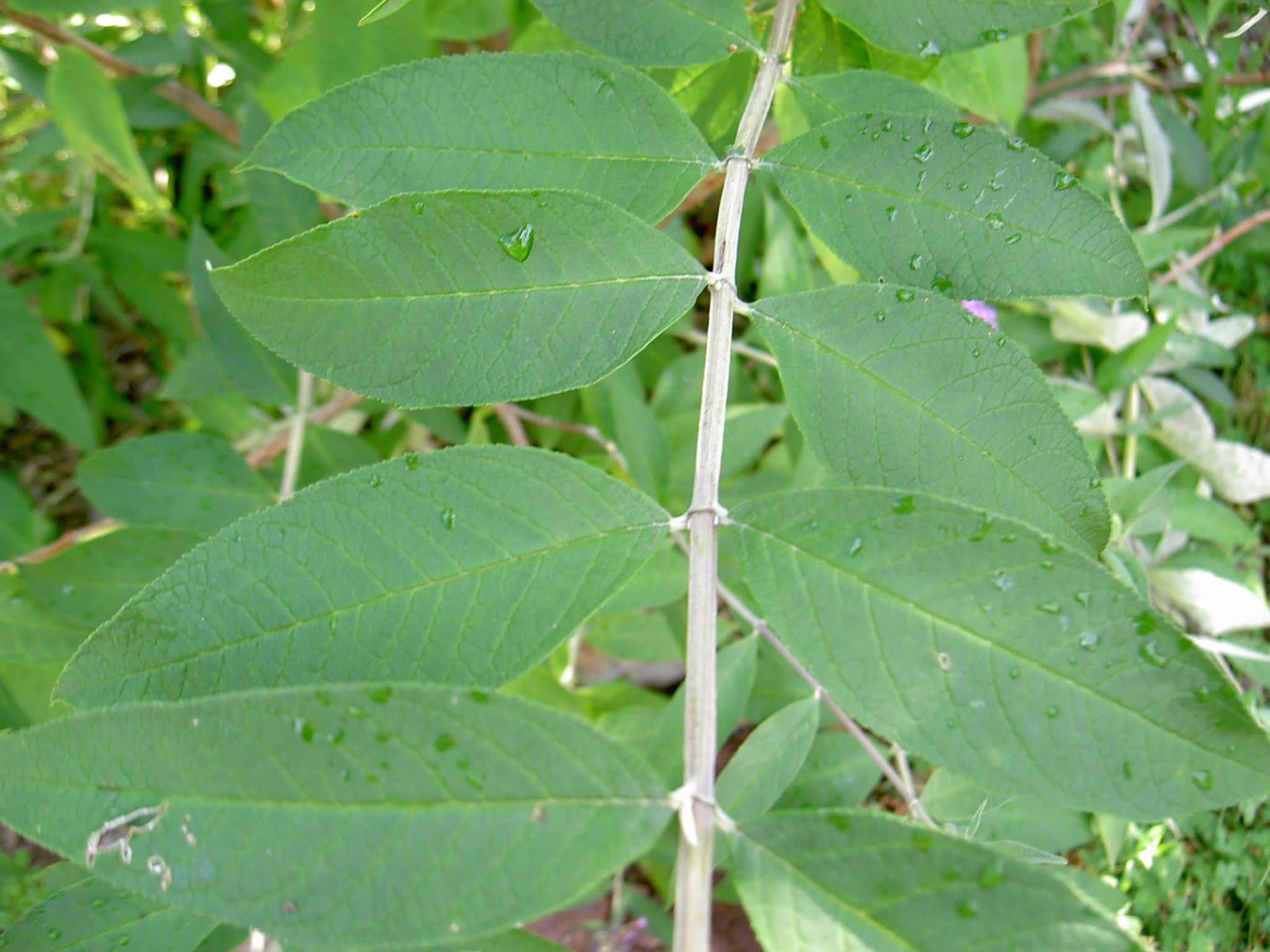
Лист
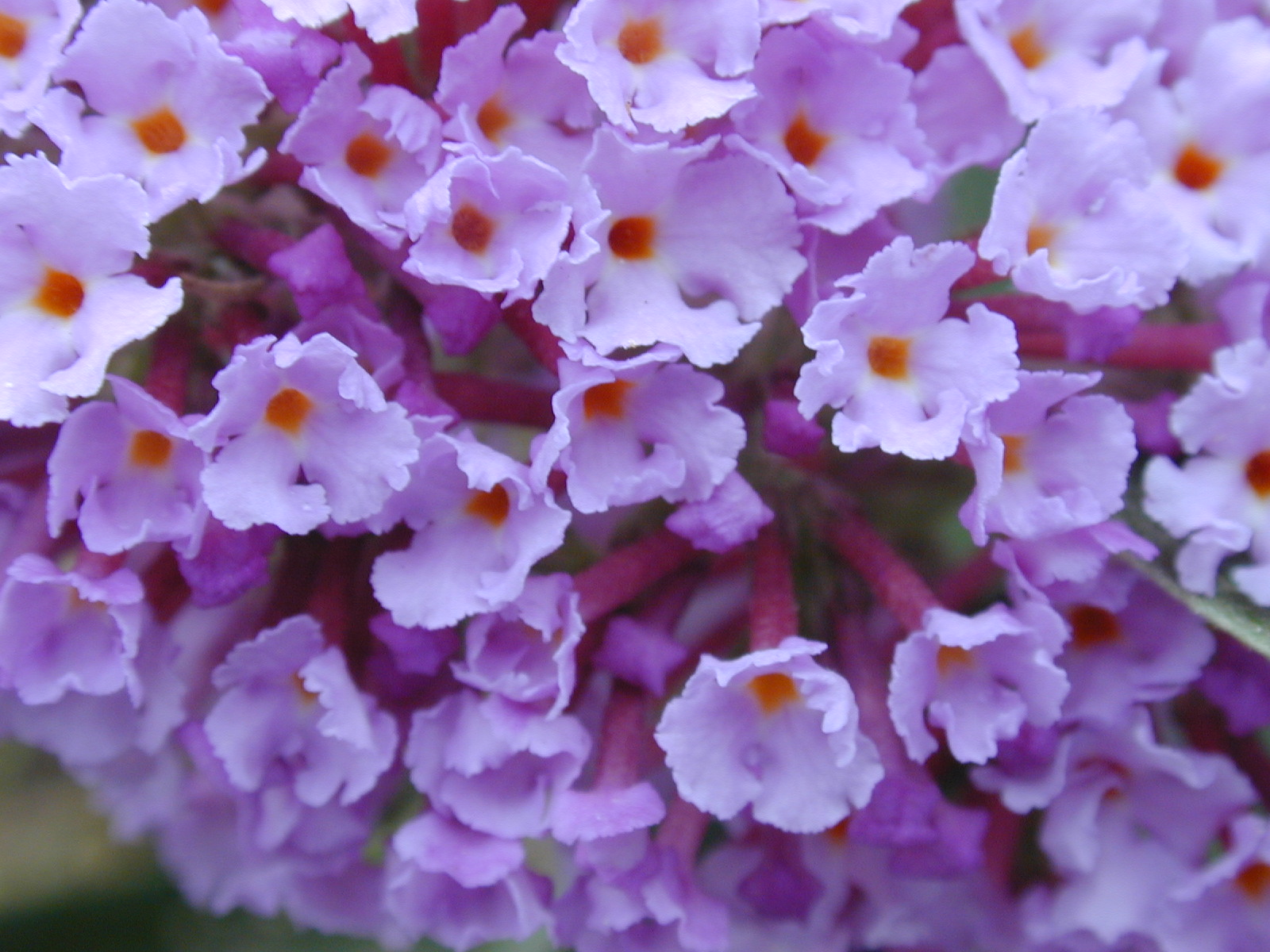
Цветки

## Таксономия
Buddleja davidii Franch. Nouvelles archives du muséum d'histoire naturelle, sér. 2 10: 65—66. 1887.

### Синонимы
- Buddleja variabilis Hemsl., 1889
- Buddleja shimidzuana Nakai, 1950
- Buddleja striata Z.Y.Zhang, 1980

## Использование
Буддлея Давида — вид, популярный в декоративном садоводстве.
Имеется множество сортов с различными оттенками цветков:
- Buddleja davidii 'Cardinal' — венчики яркие малиново-розовые;
- Buddleja davidii 'Empire Blue' — пурпурно-голубые цветки с оранжевым глазком;
- Buddleja davidii 'White Profusion' — белые цветки с жёлтой серединкой.